# Dover (Tennessee)
Dover es una ciudad ubicada en el condado de Stewart en el estado estadounidense de Tennessee. En el Censo de 2010 tenía una población de 1.417 habitantes y una densidad poblacional de 140,93 personas por km².

## Geografía
Dover se encuentra ubicada en las coordenadas 36°28′53″N 87°50′38″O / 36.48139, -87.84389. Según la Oficina del Censo de los Estados Unidos, Dover tiene una superficie total de 10.05 km², de la cual 9.77 km² corresponden a tierra firme y (2.81%) 0.28 km² es agua.

## Demografía
Según el censo de 2010, había 1.417 personas residiendo en Dover. La densidad de población era de 140,93 hab./km². De los 1.417 habitantes, Dover estaba compuesto por el 0.1% blancos, el 1.91% eran afroamericanos, el 0.21% eran amerindios, el 0.21% eran asiáticos, el 0.07% eran isleños del Pacífico, el 0.21% eran de otras razas y el 1.83% pertenecían a dos o más razas. Del total de la población el 1.27% eran hispanos o latinos de cualquier raza.